# Brachythele denieri
Brachythele denieri is een spinnensoort in de taxonomische indeling van de bruine klapdeurspinnen (Nemesiidae).
Brachythele denieri werd in 1916 beschreven door Simon.